# SSC 1901 Oels

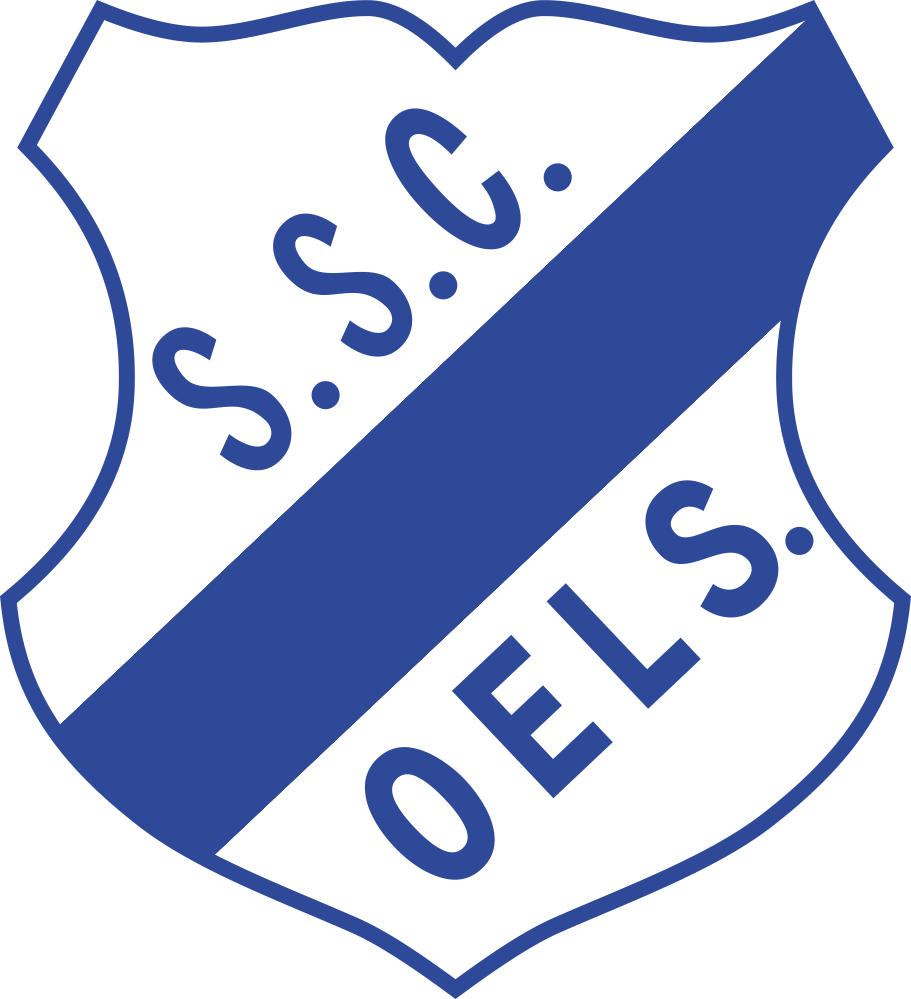
Andere Variation des Wappens

Der SSC 1901 Oels (offiziell: Spiel- und Sportclub 1901 Oels e. V.) war ein deutscher Sportverein aus der schlesischen Stadt Oels (heute Oleśnica, Polen). 

## Geschichte
Der Verein wurde 1901 als SSC 1901 Oels gegründet und gehörte dem Südostdeutschen Fußball-Verband an. 1921, 1923, 1925 und 1928 wurde der Verein Mittelschlesischer Vizemeister.
1933 verpasste der SSC 1901 Oels die Qualifikation für die neu eingeführte Gauliga Schlesien und spielte fortan in der zweitklassigen Bezirksliga. Im selben Jahr erfolgte eine Fusion mit dem VfR Oels und dem TSVgg Jahn Oels zum STC 1892 Oels.
Nach Ende des Zweiten Weltkrieges wurde die Stadt Oels polnisch und der Verein STC 1892 Oels wurde aufgelöst.

## Erfolge
- Zweiter der Mittelschlesischen Meisterschaft 1921, 1923, 1925, 1928
- Mittelschlesischer Provinzmeister 1933
- Meister Gau Oels 1921, 1923, 1925, 1928, 1933
- Meister Gau Oels-Namslau 1929

## Bekannte Spieler
- Willi Schaar
- Erich Steuer